# لیگ دسته اول فوتبال ارمنستان ۲۱-۲۰۲۰
لیگ دسته اول فوتبال ارمنستان ۲۱–۲۰۲۰ بیست و نهمین فصل از زمان تأسیس آن بود. در ۱۴ اوت ۲۰۳۰ آغاز شد و در ۲۹ مه ۲۰۲۱ به پایان رسید

## ورزشگاه‌ها و موقعیت‌ها
| باشگاه             | موقعیت | ورزشگاه                  | گنجایش |
| ------------------ | ------ | ------------------------ | ------ |
| آرارات ایروان      | ایروان | مرکز تمرینی دزوراغبیور   | نامشخص |
| آرارات-آرمنیا۲     | ایروان | آکادمی فوتبال ایروان     | نامشخص |
| بی‌کی‌ام‌ای ایروان    | ایروان | آکادمی فوتبال واغارشاپات | ۳۰۰    |
| لرناین آرتساخ      | سیسیان | ورزشگاه شهر سیسیان       | ۵۰۰    |
| نوراوانک           | وایک   | ورزشگاه آرئویک           | نامشخص |
| پیونیک۲            | ایروان | ورزشگاه پیونیک           | ۷۸۰    |
| باشگاه فوتبال سوان | سوان   | ورزشگاه شهر سوان         | ۵۰۰    |
| شیراک۲             | گیومری | ورزشگاه شهر گیومری       | ۲٬۸۴۴  |
| اورارتو-۲          | ایروان | مرکز تمرینی اورارتو      | ۵۰۰    |
| ارمنستان غربی      | ایروان | مرکز تمرینی دزوراغبیور   | نامشخص |

## جدول لیگ
| رتبه | تیم                | بازی | برد | مساوی | باخت | گل زده | گل خورده | گل تفاضل | امتیاز | صعود                             |
| ---- | ------------------ | ---- | --- | ----- | ---- | ------ | -------- | -------- | ------ | -------------------------------- |
| ۱    | باشگاه فوتبال سوان | ۰    | ۲۲  | ۲     | ۳    | ۷۵     | ۲۳       | —        | ۰      | صعود به لیگ برتر فوتبال ارمنستان |
| ۲    | بی‌کی‌ام‌ای ایروان    | ۰    | ۲۱  | ۲     | ۴    | ۸۴     | ۲۲       | —        | ۰      | صعود به لیگ برتر فوتبال ارمنستان |
| ۳    | نوراوانک           | ۰    | ۱۶  | ۲     | ۹    | ۴۵     | ۳۱       | —        | ۰      | صعود به لیگ برتر فوتبال ارمنستان |
| ۴    | ارمنستان غربی      | ۰    | ۱۶  | ۲     | ۹    | ۷۱     | ۳۶       | —        | ۰      |                                  |
| ۵    | لرناین آرتساخ      | ۰    | ۱۲  | ۲     | ۱۳   | ۳۷     | ۵۰       | —        | ۰      |                                  |
| ۶    | اورارتو-۲          | ۰    | ۱۰  | ۵     | ۱۲   | ۴۳     | ۵۳       | —        | ۰      |                                  |
| ۷    | آرارات ایروان      | ۰    | ۱۰  | ۲     | ۱۵   | ۴۴     | ۵۶       | —        | ۰      |                                  |
| ۸    | پیونیک۲            | ۰    | ۶   | ۲     | ۱۹   | ۲۵     | ۷۲       | —        | ۰      |                                  |
| ۹    | شیراک۲             | ۰    | ۵   | ۲     | ۲۰   | ۲۱     | ۶۸       | —        | ۰      |                                  |
| ۱۰   | آرارات-آرمنیا۲     | ۰    | ۴   | ۵     | ۱۸   | ۲۸     | ۶۲       | —        | ۰      |                                  |

## آمارها

### گلزنان برتر
تا تاریخ ۳۱ مه ۲۰۲۱.
| رتبه | بازیکن               | باشگاه        | گل‌ها |
| ---- | -------------------- | ------------- | ---- |
| ۱    | ژیرایر شاقویان       | بی‌کی‌ام‌ای      | ۲۸   |
| ۲    | سرگئی اورلوف         | ارمنستان غربی | ۲۵   |
| ۳    | گنریک پطروسیان       | بی‌کی‌ام‌ای      | ۱۵   |
| ۴    | سریوژ تیتیزیان       | آرارات-۲      | ۱۲   |
| ۵    | آندرانیک کوچاریان    | نوراوانک      | ۹    |
| ۵    | چارلز مارک ایکه‌چوکوو | ارمنستان غربی | ۹    |
| ۷    | نارک گریگوریان       | بی‌کی‌ام‌ای      | ۸    |
| ۸    | هاکوب لرتسیان        | ارمنستان غربی | ۷    |
| ۸    | آرتور میسکیرجیان     | اورارتو-۲     | ۷    |
| ۸    | نوریک مکرتچیان       | لرناین آرتساخ | ۷    |